# Тражен
Тражен (енгл. Wanted) је акциони филмски трилер из 2008. године. Режију потписује Тимур Бекмамбетов, по истоименом серијалу стрипова Марка Милара и Џ. Г. Џоунса. Главне улоге тумаче Џејмс Макавој, Морган Фриман и Анџелина Џоли. Врти се око Веслија Гибсона, исфрустрираног менаџера који открива да је син професионалног убице, након чега одлучује да се придружи Братству, тајном друштву у коме је радио његов отац.
Премијерно је приказан 12. јуна 2008. године у Лондону, након чега је од 27. јуна пуштен у биоскопе. Добио је углавном позитивне рецензије критичара, уз похвале за брзи темпо и стилизоване акционе сцене. Зарадио је 342 милиона долара широм света. Наставак је најављен убрзо по почетку приказивања филма у биоскопима, али је дошло до застоја у развоју.

## Радња
25-годишњи Вес је неодговоран канцеларијски радник. Шеф га непрекидно малтретира, девојка га по навици игнорише и читав његов живот се бесконачно вуче. Мало шта може да уради, осим да траћи своје дане и умре у својој бесциљној, свакодневној рутини. Све док не упозна жену по имену Фокс.
Након смрти његовог оца са којим је давно изгубио контакт, смртоносно секси Фокс регрутује Веса у Братство — тајно друштво које обучава Веса како да освети смрт свог оца, откључавајући његове успаване моћи. И док га она обучава како да развије рефлексе попут муње и невероватну снагу, Вес открива да ова екипа живи по неком древном, непоколебљивом коду: спроведи смртоносне наредбе које ти је доделила сама судбина.
Уз опако бриљантне туторе — укључујући и загонетног вођу Братства, Слоуна — Вес почиње да ужива у снази за којом је одувек жудео. Ипак, полако, он почиње да схвата да су његови опасни сарадници много више од онога што се види на први поглед. И док се колеба између новооткривеног јунаштва и освете, Вес ће успети да схвати нешто што нико не може да га научи: само он контролише своју судбину.

## Улоге
| Глумац              | Улога          |
| ------------------- | -------------- |
| Џејмс Макавој       | Весли Гибсон   |
| Морган Фриман       | Фокс           |
| Анџелина Џоли       | господин Слоун |
| Томас Кречман       | Крос           |
|                     | Ерл Спелман    |
| Константин Хабенски | Истребљивач    |
| Марк Ворен          | Поправљач      |
| Дато Бахтадзе       | Касапин        |
| Теренс Стамп        | Пекворски      |
| Дејвид О’Хара       | господин Икс   |
| Крис Прат           | Бари           |
| Кристен Хагер       | Кети           |
| Софија Хак          | Пуџа           |
| Лорна Скот          | Џенис          |